# Taça Santa Catarina de Futebol
A Taça Santa Catarina é normalmente usada para determinar a classificação a um campeonato de menor expressão ou dada ao campeão de alguma fase dentro do Campeonato Catarinense de Futebol  (assim como ocorreu na edição de 2014).
Em 1979, foi um torneio estadual com os melhores clubes de Santa Catarina. A competição foi uma edição com turno e returno, onde a Chapecoense foi a campeã.
Em 1980, a competição onde o Joinville sagrou-se campeão serviu para apontar os participantes da Divisão Especial a ser criada em 1981 (o que não aconteceu, pois o campeonato estadual foi divido em divisões somente a partir de 1986).
Em 1986, a competição vencida pelo Figueirense foi uma competição qualificatória para o Torneio Brasil Sul de 1986.
Em 2014, a taça foi dada à Chapecoense, campeã do "hexagonal do rebaixamento" do Campeonato Catarinense de 2014. O título dava ao campeão o direito de participar da Copa do Brasil de 2015.

## Campeões

### Por clube
| Clubes       | Título(s)       | Vice(s)  |
| ------------ | --------------- | -------- |
| Chapecoense  | 2 (1979 e 2014) | 0        |
| Joinville    | 1 (1980)        | 1 (1979) |
| Figueirense  | 1 (1986)        | 0        |
| Criciúma     | 0               | 1 (1980) |
| Hercílio Luz | 0               | 1 (1986) |
| Avaí         | 0               | 1 (2014) |